# Tallaght
Tallaght (Iers-Gaelisch: Tamhlacht) is na Dublin, Cork en Galway de vierde agglomeratie van Ierland. In 2006 had de stad 64.282 inwoners. Tallaght ligt 13 kilometer ten zuidwesten van Dublin, in de provincie Leinster. Het is de hoofdstad van het bestuurlijke graafschap South Dublin.

## Geboren
- Robbie Keane (1980), voetballer
- Dermot Kennedy (1991), singer-songwriter
- Katie McCabe (Kilnamanagh, 1995), voetbalster